# Dhani Harrison
Dhani Harrison (* 1. srpna 1978, Windsor, Berkshire, Anglie) je britský zpěvák a hudebník, jediný potomek George Harrisona ze skupiny The Beatles.
Ve škole se stal členem veslařského týmu a také chodil do skautu. Stejně jako jeho otec projevoval zájem o hudbu. Oblíbil si hru na ukulele, začal hrát na klavír a otec ho naučil hrát na kytaru. V roce 1991 začínal doprovázet svého otce na vystoupení.
Původně se chtěl věnovat aerodynamice. Práce ho však neuspokojovala a proto se vydal v otcových šlépějích. Podílel se na dokončení jeho posledního alba Brainwashed. V roce 2006 založil kapelu Thenewno2. Své první sólové album nazvané In Parallel vydal roku 2017.